# شمرداس مظلية
الشَّمَرْدَاس المِظَلِّيَّة أو الرَّطَّةُ الجَنُوبِيَّةُ (الاسم العلمي: Metrosideros umbellata)؛ هي شجرة مُستَوطِنَةٌ في نيوزيلندا. يَصِلُ طُولها حتى 15 متر أو أكثر، مع جِذع يصلُ قُطره إلى 1 متر. تنتج كتل من الزهور الحمراء في الصيف. على عكس قريبه، شَمَرْدَاس رُوبُوستَا، نادرًا ما ينمو هذا النوع باعتباره إِمَّعِيًّا.

## قِرَاءَةٌ مُتَعَمِّقَةٌ
- Salmon، J.T. (1986). The Native Trees of New Zealand. Wellington: Heinneman Reed.
- Simpson، P. (2005). Pōhutukawa & Rātā: New Zealand's Iron-Hearted Trees. Wellington: Te Papa Press.